# Lokomotiv Taškent
Lokomotiv Taškent je uzbecký fotbalový klub založený v roce 2001, který hraje uzebckou nejvyšší soutěž Oliy Ligasi.